# Normals
Normals (1979-81) aarhusiansk punkband, der spillede på den tidlige danske punkscene. Bandet debuterede på Viby Gymnasium den 15. september 1979.
Normals spillede bl.a. til det større arrangement "Rock mod profitten" i Stakladen i Aarhus den 16. februar 1980 sammen med bl.a. Gate Crashers, Bollocks, Bubs, Identity (Ballet Mécanique) og Mc Värk (Art in Disorder) m.fl., og til den store punkfestival Concerto de Nobrainos insanos i Saltlageret i vinteren 1980.
Én af bandets sidste koncerter var i Rockmaskinen den 25. januar 1981 til arrangementet "Århus Punk Aften" hvor de bl.a. spillede sammen med The Zero Point, Clochards og Brats (der dog var fra København).
Bandmedlemmet Hans Simonsen spillede efter Normals videre i punkbandet War of Destruction.